# Monotropus lusitanicus
Monotropus lusitanicus é uma espécie de insetos coleópteros polífagos pertencente à família Melolonthidae.
A autoridade científica da espécie é Baraud, tendo sido descrita no ano de 1976.
Trata-se de uma espécie presente no território português, existindo apenas na Serra da Estrela.